# KkStB-Tenderreihe 70
Die kkStB-Tenderreihe 70 war eine Schlepptenderreihe der kkStB, deren Tender ursprünglich von der Böhmischen Nordbahn-Gesellschaft (BNB) stammten.
Die BNB beschaffte diese Tender 1905 bis 1908 von Ringhoffer in Prag-Smichov für ihre Lokomotiven der Reihe IIc, später kkStB 128.
Nach der Verstaatlichung reihte die kkStB sie als Reihe 70 ein.
Sie blieben immer mit den Maschinen der Reihe 128 gekuppelt.